# Максени
Максени (англ. MXenes) — клас двовимірних неорганічних сполук. Ці матеріали складаються з декількаатомних шарів карбідів, нітридів або карбонітридів перехідних металів. Максени поєднують високу електропровідність перехідних металів (10000-1500 См/см) та гідрофільну природу через їх гідроксильні або кисневі групи на поверхні.
Загальна формула максенів — Mn+1XnTx, де M означає перехідний метал, X означає вуглець та/або азот, а Tx означає поверхневі групи (переважно =O, -OH або -F).
Вперше описані в 2011 році, максени належать до 6-го технологічного устрою. Роботи над ними на різних етапах фінансували BASF, Arkema, Toyota, Honda та інші великі компанії Ці матеріали демонструють перспективи в застосуванні енергозберігаючих матеріалів та композитів.

## Отримання

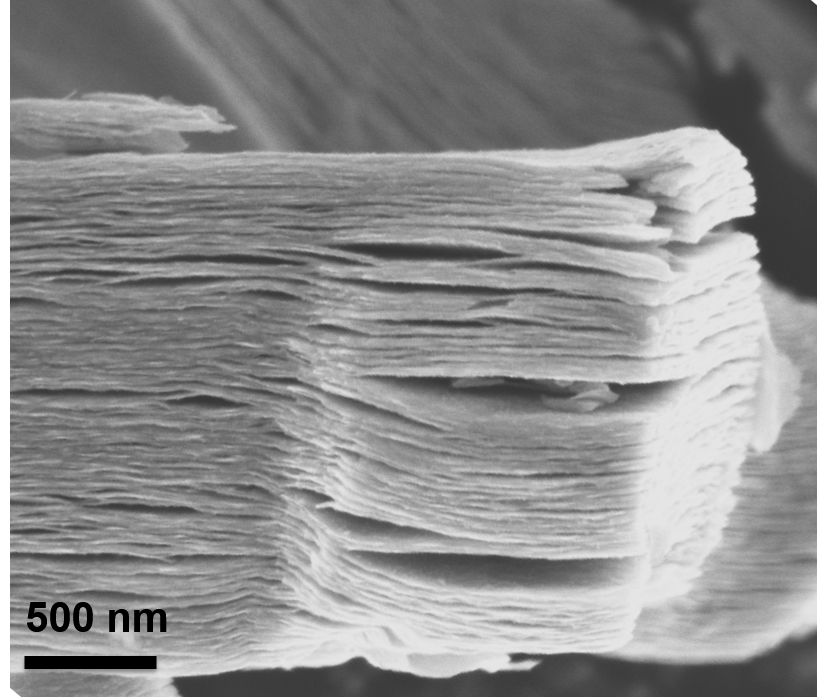
Поверхня максену, отриманого травленням MAX-фази Ti_{3}AlC_{2} флуоридною кислотою

Прекурсором для отримання максенів можуть слугувати MAX-фази — нітриди або карбіди складу Mn+1AXn (де A — Al, Si, а M — Ti, Mo, W, Nb, Zr, Hf, V, Cr, Ta, Sc). Для цього витравлюють A-складову фази.
До числа отриманих максенів належать зокрема:
| 2-1   | Ti2C, (Ti0.5,Nb0.5)2C, V2C, Nb2C, Mo2C |
| 3-2   | Ti3C2 , Ti3CN, Zr3C2 and Hf3C2         |
| 4-3   | Ti4N3, Nb4C3 , Ta4C3                   |
| 2-1-2 | Mo2TiC2, Cr2TiC2, Mo2ScC2              |
| 2-2-3 | Mo2Ti2C3                               |